# Record of Lodoss War
Record of Lodoss War (ロードス島戦記?, Rōdosu-tō Senki) anche conosciuto come Cronache della guerra di Lodoss, è un universo fantasy ideato dallo scrittore giapponese Ryō Mizuno e composto di romanzi, manga, serie animate e videogiochi.
La Cronaca della guerra di Lodoss nasce come racconto ispirato ai diari di gioco di una campagna a Dungeons & Dragons di cui Mizuno era il dungeon master. Il racconto fu pubblicato sulla rivista giapponese per computer Comptiq dal 1986.
Questa tipologia di messa in prosa dei diari di gioco venne ribattezzata replay (simili alle light novel) e precedette i romanzi che lo stesso Mizuno scrisse per la casa editrice Kadokawa Shoten a partire dal 1988.
In Italia l'universo della guerra di Lodoss è conosciuto in particolare per la prima serie animata (OAV) del 1990.

## Origini
Record of Lodoss War è stata creata nel 1986 dal Group SNE come serie di "replay" basato su alcune partite di Dungeons & Dragons e serializzati nella rivista giapponese Comptiq. I "replay" non sono dei racconti ma delle semplici trascrizioni di alcune sessioni di un gioco di ruolo. I "replay" hanno dimostrato di essere molto apprezzati anche da coloro che non hanno mai preso parte ad un gioco di ruolo, ma sono fan delle fiction fantasy. Simili alle light novel, molti personaggi e molte storie di questi "replay" sono diventati così popolari da ispirare intorno a loro un vero e proprio franchise.
La popolarità dei replay di Record of Lodoss War fu tale, da indurre il dungeon master Ryō Mizuno a realizzare alcuni romanzi a partire dal 1988, che rappresentano fra i primi esempi di letteratura fantasy di stampo occidentale realizzati in Giappone.
Quando la serie di replay legati a Lodoss War divenne una trilogia, il Group SNE decise di staccarsi dalle regole di Dungeons & Dragons a cui era stato legato sino a quel momento, e creò il proprio gioco di ruolo intitolato Record of Lodoss War Companion, e pubblicato nel 1989. Tutti e tre i volumi dei replay furono eventualmente ripubblicati dalla Kadokawa Shoten dal 1989 al 1991:
- RPG Replay Record of Lodoss War I (ＲＰＧリプレイ ロードス島戦記Ⅰ?, Aru Pī Jī Ripurei Rōdosutō Senki Wan)
- RPG Replay Record of Lodoss War II (ＲＰＧリプレイ ロードス島戦記Ⅱ?, Aru Pī Jī Ripurei Rōdosutō Senki Tū)
- RPG Replay Record of Lodoss War III (ＲＰＧリプレイ ロードス島戦記Ⅲ?, Aru Pī Jī Ripurei Rōdosutō Senki Surī)

L'ultimo volume del racconto di Mizuno fu pubblicato dalla Kadokawa Shoten nel 1993, e fu seguito da due raccolte di brevi storie nel 1995:
- Record of Lodoss War: The Grey Witch (ロードス島戦記 灰色の魔女?, Rōdosutō Senki Haiiro no Majo)
- Record of Lodoss War 2: The Fire Demon (ロードス島戦記2 炎の魔神?, Rōdosutō Senki Ni: Honō no Majin)
- Record of Lodoss War 3: The Demon Dragon of Fire Dragon Mountain (Part 1) (ロードス島戦記3 火竜山の魔竜(上)?, Rōdosutō Senki San: Karyū-zan no Maryū (Jō))
- Record of Lodoss War 4: The Demon Dragon of Fire Dragon Mountain (Part 2) (ロードス島戦記4 火竜山の魔竜(下)?, Rōdosutō Senki Yon: Karyū-zan no Maryū (Ge))
- Record of Lodoss War 5: The Kings' Holy War (ロードス島戦記5 王たちの聖戦?, Rōdosutō Senki Go: Ōtachi no Seisen)
- Record of Lodoss War 6: The Holy Knights of Lodoss (Part 1) (ロードス島戦記6 ロードスの聖騎士(上)?, Rōdosutō Senki Roku: Rōdosu no Seikishi (Jō))
- Record of Lodoss War 7: The Holy Knights of Lodoss (Part 2) (ロードス島戦記7 ロードスの聖騎士(下)?, Rōdosutō Senki Shichi: Rōdosu no Seikishi (Ge))
- High Elf Forest: Deedlit Story (ハイエルフの森 ディードリット物語?, Hai Erufu no Mori Dīdoritto Monogatari)
- The Black Knight (黒衣の騎士?, Kokui no Kishi)

Il primo volume rappresenta le basi per i primi otto episodi della serie OVA Record of Lodoss War, oltre che per la serie manga Record of Lodoss War: The Grey Witch . Il secondo volume fu anche adattato in un manga ed in quattro CD radio drama. Gli ultimi cinque episodi della serie OVA sono vagamente ispirati alla storia raccontata dal terzo e dal quarto volume e, essendo arrivati al punto in cui all'epoca era giunta la pubblicazione, hanno un finale originale realizzato appositamente per concludere la serie. La serie televisiva Record of Lodoss War: Chronicles of the Heroic Knight è invece un adattamento fedele dei volumi che vanno dal terzo al settimo. La prima collezione di racconti brevi pubblicati con il titolo High Elf Forest: Deedlit Story sono invece serviti come base per il manga Record of Lodoss War: Deedlit's Tale.
Successivamente Mizuno riprese in mano la storia e scrisse una nuova serie di romanzi: un prequel intitolato  Legend of Lodoss (ロードス島伝説?, Rōdosu-tō Densetsu) (dal 1994 al 2002) ed un sequel intitolato Record of Lodoss War Next Generation (新ロードス島戦記?, Shin Rōdosu-tō Senki) (dal 1998 al 2006), il primo dei quali è stato adattato nella serie manga Record of Lodoss War: The Lady of Pharis.

## Trama

### Cronologia
La cronologia qui di seguito riguarda gli eventi occorsi originariamente nella serie di Record of Lodoss War, derivata quindi dai vari replays e dai manga. Il passaggio del tempo è misurato in NCR (Nuovo calendario reale), usato nel continente di Alecrast.
NCR ?
Gli stregoni di Kastuul scacciano i giganti di fuoco. Lo stregone Azzard fa un patto con Jinn e Ifrit e questi diventano divinità guardiane confinate in un'urna sacra. Le ostilità tra Vento e Fiamme ha inizio.
NCR 0
Il regno magico di Kastuul decade. Il governatore Saluvan impone agli antichi draghi la guardia ai tesori. Karla, conosciuta come La Strega Grigia, confina la sua esistenza all'interno di un cerchietto e dopo la sua morte si perdono le sue tracce.
NCR 50
Naneel, la regina dei morti, comincia a manipolare le genti di Lodoss da Alania.
NCR 100-200
Sorgono diverse città-stato come Kannon, Raiden, Roid, Rood, Adan, Marnie, Loran, Highland, Harken, Persei e Saluvad.
NCR 101
Il re Kadomos sconfigge Naneel e inaugura la monarchia di Alania. Viene effettuata una spedizione a Marmo, ma dopo che Kadomos viene ucciso le forze in viaggio ritornano ad Alania.
NCR 221
Inaugurato il regno di Elvec e le sue forze prendono possesso di Venon e Adan.
NCR 229
Elvec continua l'espansione e si unisce a Rood, Marnie e Loran. Venti anni dopo questi stati chiedono l'indipendenza da Elvec e si trasformano nel regno sacro di Valis.
NCR 259
I draghi di Lodoss stipulano un contratto con cui stabiliscono di non interferire con la politica e le persone dell'isola di Lodoss.
NCR 313
Nasce l'accademia dei saggi.
NCR 473
Neese libera Bramd dall'incantesimo di Saluvan. Re Bruuk di Skard libera il dio demonio che attacca alcuni regni. Centinaia di cavalieri ed eroi si uniscono per liberare i regni. Mycen viene liberato dall'incantesimo. Lo specchio della verità viene rubato da Karla, la strega grigia.
NCR 474
Il demone viene sconfitto da sette eroi: Fahn, Beld, Neese, Fleve, Wort, Karla e Flaus (vedi Record of Lodoss War - The Lady of Pharis)
NCR 496
Fahn diventa il re di Valis.
NCR 497
Beld annuncia l'unione del regno di Marmo, diventando l'imperatore oscuro.
NCR 500
In Alecrast, Kashue viene arrestato e diventa un gladiatore schiavo. Tre anni dopo guadagna la libertà e viaggia verso Lodoss come mercenario. Un anno dopo libera Jinn dall'urna sacra in cui era rinchiuso e diventa re di Flaim.
NCR 509
L'accademia dei saggi viene distrutta da Wagnard.
NCR 510
(la storia narrata negli OAV inizia qui) L'elfa Deedlit viaggia nel mondo umano. Parn, Etoh, Slayn e Ghim si uniscono (e successivamente anche l'elfa). Nella guerra degli eroi muoiono Beld e Fahn. Parn e Ghim combattono Karla. Leylia viene liberata, ma Ghim muore.
NCR 512
Haven viene distrutta. Deedlit libera Jinn. Nasce la piccola Neese.
NCR 514
(l'anime La saga dei cavalieri inizia qui) Narse e Shooting Star si risvegliano dall'ibernazione.
NCR 515
Kashue e Ashram uniscono le forze contro Shooting Star e duellano per lo scettro del dominio. Orson viene ucciso. Reona diventa re di Kannon e fonda l'armata libera di Kannon.
NCR 520
L'incantesimo della foresta del non ritorno viene annullato.
NCR 524
Neese muore.
NCR 525
La guerra per il risveglio della distruttrice inizia. Gli elfi oscuri rubano gli artefatti per il risveglio. Una guerra santa viene indetta contro Marmo e infine il regno viene sconfitto. Karla viene battuta e distrutta per sempre. Wagnard resuscita Naneel, l'avatar di Kardis la distruttrice, e diventa re dei morti. Ma viene sconfitto dalla stessa Marpha attraverso la piccola Neese. Kardis viene quindi fermata. Ashram e Pirotess partono per un nuovo mondo.

## Personaggi
Le light novel (e gli anime ed i manga da esse derivati) Record of Lodoss War ruotano intorno alle avventure di un giovane chiamato Parn, figlio di un cavaliere disonorato. Ciò che spinge le sue azioni in parte è proprio il desiderio di scoprire cosa accadde a suo padre, e conseguentemente ripristinare l'onore della propria famiglia. A dispetto della sua inesperienza, Parn è considerato un leader, e viene accompagnato nelle sue avventure dal fedele amico di infanzia Etoh, dal suo consigliere ed amico Slayn, e dal suo mentore Ghim. Nel corso della storia si unisce al gruppo l'elfa Deedlit, di cui si innamorerà Parn. Nel corso della vicenda il gruppo di eroi dovrà affrontare numerosi avversari e si vedrà spesso aiutato da alcuni nuovi alleati.

## Adattamenti
Segue l'elenco delle opere legate all'universo della guerra di Lodoss.

### Anime
- 1990 Record of Lodoss War (ロードス島戦記?, Rōdosu-tō Senki), serie OAV di tredici episodi.
- 1998 Record of Lodoss War: Chronicles of the Heroic Knight (ロードス島戦記 英雄騎士伝?, Rōdosu-tō Senki: Eiyū Kishiden), serie televisiva di ventisette episodi.
- 1998 Welcome to Lodoss Island! (ようこそロードス島へ!?, Yōkoso Rōdosu-tō e!), film umoristico in tre parti.

### Anime correlati
- 1995 Legend of Crystania (はじまりの冒険者たち レジェンド・オブ・クリスタニア?, Hajimari no Bōkensha-tachi: Legend of Crystania), serie di tre OAV ed un film, incentrati su Ashram e Pirotess.
- 2001 Rune Soldier (魔法戦士リウイ?, Mahō Senshi Riui), serie ambientata nel mondo di Lodoss War.

### Manga
- The Grey Witch (灰色の魔女?, Haiiro no Majo), manga di Yoshihiko Ochi in tre volumi.
- The Demon of Flame (炎の魔神?, Honō no Majin), manga in due volumi.
- The Lady of Pharis (ファリスの聖女?, Farisu no Seijo), manga di Akihiro Yamada in due volumi.
- Chronicles of the Heroic Knight (英雄騎士伝?, Eiyū Kishi-den), manga di Masato Natsumoto in sei volumi.
- Welcome to Lodoss Island! (ようこそロードス島へ!?, Yōkoso Rōdosu-tō e!), manga umoristico in tre volumi.
- Deedlit's Tale (ディードリット物語?,  Dīdoritto Monogatari), shojo manga di Setsuko Yoneyama in due volumi

### Videogiochi
- Record of Lodoss War (Nec PC 9800, MSX) 1988
- Record of Lodoss War - Fuku Zinduke (Sharp X68000) 1991
- Record of Lodoss War - Haiiro No Majio (X68000/PC Engine) 1991/1992
- Record of Lodoss War 2 - Goshiki No Maryu (X68000/PC Engine) 1992/1994
- Record of Lodoss War (Sega Mega-CD) 1994
- Record of Lodoss War (SNES) 1995
- Record of Lodoss War: Eiyuu Kishiden (Game Boy Color) 1998
- Record of Lodoss War: Advent of Cardice (Dreamcast) 2000
- Record of Lodoss War: Successor of the Legend (Browser-based TCG) 2012
- Record of Lodoss War Online (PC MMORPG) 2017-2019†
- Record of Lodoss War: Deedlit in Wonder Labyrinth (Steam) 2021

### Colonne sonore
- Record of Lodoss War: Original Soundtrack 1 (VICL-00051)
- Record of Lodoss War: Original Soundtrack 2 (VICL-00114)
- Record of Lodoss War: Original Soundtrack 3 (VICL-00267)
- Record of Lodoss War: Minstrels' Memory of Lodoss (VICL-8090)
- Arrange Sound From Record of Lodoss War ~The Gray Witch~ (VDR-28071)
- Symphonic House from Record of Lodoss War II Arrange Sound (VICL-8060)
- Record of Lodoss War TV: Maaya Sakamoto - Kiseki No Umi (VIDL-30202)
- Record of Lodoss War ~Chronicles of the Heroic Knight~ Original Soundtrack Volume 1 (VICL-60243)
- Record of Lodoss War ~Chronicles of the Heroic Knight~ Original Soundtrack Volume 2 (VICL-60244)
- Record of Lodoss War ~Chronicles of the Heroic Knight~ Original Soundtrack Volume 3 (VICL-60246)
- Welcome to Lodoss Island (KICA-400)